# Saison 13 de Julie Lescaut

Cet article présente les épisodes de la saison 13 de la série télévisée  Julie Lescaut (2004).

## Épisode 57:Un homme disparaît
- Distribution : Véronique Genest (Julie Lescaut), Mouss Diouf (N'Guma), Jennifer Lauret (Sarah), Patrick Rocca (Darzac), Carmela Ramos (Albanne)
- Résumé : Francis Darel, un ami du divisionnaire Darzac, a disparu sans laisser d'adresse. Darzac, qui sait que les adultes qui s'évaporent dans la nature ne sont pas prioritaires dans les enquêtes, demande à Julie de mener quelques recherches discrètes et officieuses. L'affaire s'officialise rapidement lorsque Julie retrouve le corps de Darel. Le frère de l'industriel aurait-il commis le crime ? Tous les indices pointent dans cette direction, la victime ayant été retrouvée dans sa maison. Pourtant, Julie ne croit pas en sa culpabilité. Il ne lui reste qu'à trouver des preuves de l'innocence de l'homme. La clé de l'énigme résiderait-elle dans un réseau de prostitution ?

## Épisode 58:Un meurtre peut en cacher un autre
- Distribution : Véronique Genest (Julie Lescaut), Sandrine Le Berre (Estelle Voizot), Patrick Rocca (Darzac), Paul Allio (Le légiste), Nicolas Scellier (Romain), Christian Bouillette (Martinelli), Roland Marchisio (François Duras), Catherine Gandois (Marthe Kessler), Jacques Hansen (Kessler), Mouss Diouf (N'Guma), Renaud Marx (Kaplan), Jennifer Lauret (Sarah), Alexis Desseaux (Motta), Samia Sassi (Zora).
- Résumé : Julie Lescaut et son équipe enquêtent sur Sandrine Voizot, une jeune femme qui a disparu après avoir été victime d'un accident de la route. Rapidement, son corps est retrouvé. La victime a été étranglée. Julie découvre qu'elle tentait d'établir l'innocence de son père qui s'était suicidé deux ans auparavant après avoir été soupçonné du meurtre d'une adolescente. Le vrai criminel a-t-il fait disparaître Sandrine alors qu'elle s'apprêtait à découvrir la vérité ?

## Épisode 59:Secrets d'enfants
- Distribution : Véronique Genest (Julie Lescaut), Patrick Rocca (Darzac), Paul Allio (Le légiste), François Dunoyer (Verdon), Nicolas Scellier (Romain), Benjamin Golder (Jérôme), Nathalie Nell (Odile), Valentin Merlet (Anthony), Mathieu Busson (Alexandre), Eric Prat (Delorne), Mouss Diouf (N'Guma), Renaud Marx (Kaplan), Jennifer Lauret (Sarah), Joséphine Serre (Babou), Nathalie Auffret (Michelle).
- Résumé : Babou tombe dans le coma après avoir absorbé de la drogue. Très préoccupée, Julie décide tout de même d'enquêter sur l'assassinat d'une jeune fille de 17 ans, Anne-Laure de Clavel,  N'Guma et Kaplan découvrent que depuis la mort de son père, accusé de détournements de fonds, Anne-Laure, bien que d'un milieu aisé, jouait au poker dans l'arrière-salle d'un bar nommé l'Octogone. Une descente dans ce bar démontre qu'Anne-Laure, couverte de dettes de jeu, avait trouvé le moyen de les rembourser. Peu à peu, Julie fait le lien entre le Sphinx (drogue qu'aurait absorbée Babou) et Anne-Laure. Grâce à un échantillon de drogue retrouvé chez Anne-Laure, Babou sort du coma...

## Épisode 60:Affaire privée
- Distribution : Véronique Genest (Julie Lescaut), François Dunoyer (Verdon), Nicolas Scellier (Romain), Claude Brécourt (Le procureur), Maria Pitarresi (Florence Daras), Alexandra Martinez (Alice Daras), Nicolas Jouhet (Servier), Violaine Barret (Fernet), Pierre Gérard (Nauroy), Livane Revel (Lily), Georges Becot (Marsollat), Mouss Diouf (N'Guma), Gala Besson (Joy), Jean Leloup (Médecin Florence).
- Résumé : Julie enquête sur le meurtre de Vincent Darras, un avocat renommé. Victime d'une blessure par balle, Darras est mort quelques heures plus tard à l'hôpital. L'enquête s'oriente rapidement vers Philippe Marsollat, un ancien taulard, employé comme jardinier chez Vincent Darras et sa femme Florence. Marsollat nie en bloc mais apprend à Julie que le couple Darras avait des problèmes conjugaux. Kaplan réalise qu'il connaît Florence Darras; c'est l'ex-femme de son ami Thierry Servier, un ancien flic de la brigade de déminage, avec qui elle a eu une petite fille, Alice. Julie découvre que Florence Darras était sûrement battue par son mari...

## Épisode 61:Sans pardon
- Distribution : Thierry Ragueneau (Baylau), Adeline Moreau (Stéphanie Dumont)
- Résumé : Un matin, alors qu'il accompagne son amie Ariane au lycée où elle enseigne, N'Guma empêche deux hommes cagoulés d'agresser un professeur en pleine salle de classe, avec l'aide du proviseur Baylau. Quelques heures plus tard, ce dernier est enlevé à la sortie du lycée sous les yeux d'Ariane. Les hypothèses d'un lien avec l'accident du matin ou d'une vengeance d'élèves récemment sanctionnés sont vite écartées et, faute du moindre signe des ravisseurs, l'inquiétude grandit d'heure en heure. Le lendemain, la camionnette ayant servi à l'enlèvement est aperçue par une patrouille sur un terrain vague alors qu'un jeune homme du nom de Thierry s'apprête à l'incendier. Celui-ci prend la fuite en scooter. Tentant d'échapper à la voiture de patrouille qui le poursuit, il brûle tous les feux et finit par percuter de plein fouet une voiture conduite par Motta.

## Épisode 62:L'Affaire Lerner
- Distribution : Véronique Genest (Julie Lescaut), Claude Brécourt (Le procureur), François Dunoyer (Verdon), Nicolas Scellier (Romain), Donatienne Dupont (Ariane), Valentine Varela (Chloé), Christophe Laubion (Lerner), Mouss Diouf (N'Guma), Renaud Marx (Kaplan), Jennifer Lauret (Sarah), Alexis Desseaux (Motta), Samia Sassi (Zora), Sophie Artur (Christelle), Pierre Cognon (Heroux)
- Résumé : Julie est chargée de gérer un dispositif de sécurité dans le Palais de Justice, où se tient le procès de Lerner, un multirécidiviste connu pour sa dangerosité. Brandissant une arme en pleine audience, le malfrat réussit à prendre avec lui plusieurs otages, dont son avocate Chloé Donatti, associée de Verdon, et à s'enfuir. Julie est sur la sellette : bien qu'elle n'ait cessé de demander des moyens supplémentaires, elle est considérée comme responsable. Qui a fait passer l'arme à Lerner ? L'enquête s'oriente d'abord vers un maton, joueur et instable, dont on découvre qu'il rendait discrètement des services à Lerner et qu'il lui avait fourni un téléphone portable...

## Épisode 63:Le Mauvais Fils
- Distribution : Renaud Marx (Kaplan), Mouss Diouf (N'Guma), Ludovic Bergery (Loïc Darzac), Patrick Rocca (Darzac), Romain Longuépé (Arnaud), Joséphine Serre (Babou), Nelly Alard (Emilie Lainée), Alexis Desseaux (Motta), Samia Sassi (Zora), Nicolas Scellier (Romain Vernon)
- Résumé : Julie Lescaut prend en chasse une voiture volée par deux adolescents. Après les avoir rattrapés, elle découvre le cadavre du propriétaire du véhicule dans le coffre. Ben et Kamel, les deux jeunes, sont accusés du meurtre. Mais l'enquête va rapidement changer d'orientation. En effet, la victime, Fabien Lainée, propriétaire d'une imprimerie, avait de gros problèmes avec un des employés, Loïc Darzac, le fils du divisionnaire Darzac, le supérieur de Julie Lescaut. Loïc, homosexuel, est brouillé avec son père. Il pourrait bien être l'assassin de l'imprimeur.